# La Nueva Metropol
La Nueva Metropol S. A., estilizado como Metropol es un grupo de transporte automotor colectivo de pasajeros fundado en 1996 por Eduardo Zbikoski, empresario automotor misionero e hijo de Casimiro Zbikoski, en la Provincia de Misiones. Opera líneas de corta y media distancia en el Gran Buenos Aires

Nuevo Logo de Metropol.svg

Área de Negocio de Transporte Público de Grupo Metropol, es hoy una de las empresas más importantes del país en su rubro. 
Transporta a más de 230 millones de pasajeros, recorriendo 115 millones de kilómetros a año dentro del Área Metropolitana de Buenos Aires. La empresa es integrante de la Asociación Argentina de Empresarios del Transporte Automotor (AAETA).
Posee 26 líneas y 22 bases operativas, con más de 4200 empleados.

## Certificaciones
- ISO 14001/2015 Medio Ambiente. Administración central, mantenimiento y acondicionamiento de vehículos de Transporte de Pasajeros en el predio de Santo Domingo.[cita requerida]
- IRAM 3810 / Seguridad Vial. Prestación de servicios de Transporte Automotor de Pasajeros en el Área Metropolitana de Buenos Aires.[cita requerida]

## Historia
- En 1964 Casimiro Zbikoski fundó la empresa de transporte de pasajeros Don Casimiro, que continúa operando en la ciudad de Posadas, Misiones. Su hijo Marcelo hereda el control de la empresa, la cual en la década de 2010 arriba a Buenos Aires con la razón social Misión Buenos Aires al adquirir la Línea 184 y luego la mayor parte de las líneas del extinto Grupo Plaza.
- En 1996, Eduardo Zbikoski, como Director, adquirió la línea 65, la cual era la línea original de La Nueva Metropol, la cual opera de una forma independiente del grupo Don Casimiro

- En el 2000, Javier Zbikoski, como titular de la empresa, compró las líneas metropolitanas de Transporte Automotor Chevallier y Zarateña, transportes de media distancia (Once- Zárate), dando origen a la Línea 194

- En 2001 adquieren Costera Criolla (creando la Línea 195) y en 2002, el ramal principal de la línea 228 de Expreso Paraná. Ambas, junto con la línea 194 forman la unidad Chevallier Costera Metropolitana, que luego daría origen a las razones sociales Chevallier Metropolitana (194 y 228) y Costera Metropolitana (195)

- En 2005, La Nueva Metropol certificó la norma ISO 9001 y la norma IRAM 3810, la cual tiene como finalidad establecer una serie de requisitos a las empresas de transporte con el objetivo de desarrollar e implementar buenas prácticas en seguridad vial[4]

- En 2007, compró Expreso Singer (que venderían luego en 2014 al Grupo ERSA) y relanza la línea 228 (Chevallier Metropolitana) que realiza el recorrido Puente Saavedra- San Nicolás.[5]

- Entre 2008 y 2012, adquirió una gran cantidad de líneas de la región noroeste del GBA, destacándose la Línea 365 que perteneciera a La Independencia S.A., las líneas del pequeño grupo Sargento Cabral/Compañía de transporte Vecinal (182, 326, 386 y 741), las líneas 327, 336 y 392 de Empresa Libertador San Martín,  como así la Línea 151, de la empresa Microomnibus Doscientos Ocho (M.O.D.O)[6][7]

- En 2014, adquiere de Expreso San Isidro S.A. el recorrido de la Línea 90, que se encontraba ramalizado dentro de la Línea 168, pasándola a la órbita de M.O.D.O.; además adquirió las empresas Compañía de Transporte La Isleña, operadora de las líneas 276 y[8] 510 de Pilar, Transportes Villa Ballester con su línea 237, y las líneas 670 y 310 que pertenecieron a Microomnibus General San Martín.

- En 2016, con la caída del Grupo Plaza, adquiere de su subsidiaria Consultores Asociados Ecotrans las líneas 136, 163, 322 y 503 de Merlo (esta última mediante una Unión Transitoria con el Grupo ERSA).[9] Y comienza a operar las líneas del Expreso General Sarmiento (176, 448 y 510 de Pilar)
- En junio de 2019[10] lanzaron la aplicación “Ya Llega Metropol”[11]
- En 2024 adquiere la línea 276 de Escobar.[12]

## Líneas en operación
- Línea 65 - La Nueva Metropol: Barrancas de Belgrano - Estación Constitución
- Línea 90 - MODO: Villa Lynch (San Martín) - Estación Constitución
- Línea 136 - Sargento Cabral: Primera Junta - Marcos Paz - Navarro
- Línea 151 - MODO: Puente Saavedra - Estación Constitución
- Línea 163 - Sargento Cabral: Primera Junta - Estación San Miguel
- Línea 176 - Expreso Gral. Sarmiento: Chacarita - Belén de Escobar
- Línea 182 - Sargento Cabral: Floresta - José C. Paz
- Línea 194 - Chevallier Metropolitana/La Nueva Metropol: Estación Once de Septiembre - Zárate
- Línea 195 - Costera Metropolitana/La Nueva Metropol: Retiro - La Plata
- Línea 228A - Chevallier Metropolitana/La Nueva Metropol: Puente Saavedra -Garin Escobar- Campana -Zárate-Lima-Baradero-San Pedro -Ramallo-San Nicolás
- Línea 237 - Compañía La Isleña Metropolitana: Ciudadela - Villa Lanzone (San Martín)
- Línea 276 - Compañía La Isleña Metropolitana: Pilar - Luján
- Línea 310 - Compañía La Isleña Metropolitana: San Martín - Loma Hermosa (Tres de febrero)
- Línea 322 - Libertador San Martín Metropolitana: Morón - Marcos Paz
- Línea 326 - Compañía de Transporte Vecinal Metropolitana: José Ingenieros - El Palomar
- Línea 327 - Libertador San Martín Metropolitana: San Antonio de Padua - Barrio Güemes (Francisco Álvarez)
- Línea 336 - Libertador San Martín Metropolitana: Morón - Paso del Rey
- Línea 365 - Independencia Metropolitana: Puente Saavedra - Luján
- Línea 386 - Compañía de Transporte Vecinal Metropolitana: José Ingenieros - Morón
- Línea 392 - Libertador San Martín Metropolitana: Morón - Estación Marinos del Crucero General Belgrano
- Línea 448 - Expreso Gral. Sarmiento: San Miguel - Del Viso
- Línea 503 (Merlo) - Unión Transitoria Libertador San Martín - Compañía de Tte Vecinal: Merlo - Mariano Acosta
- Línea 507 (Escobar) - Compañía La Isleña Metropolitana: Belén de Escobar - Barrio Phillips
- Línea 510 (Pilar) - Pilar Bus: Pilar - Alberti - Del Viso
- Línea 670 (San Martín) - Compañía La Isleña Metropolitana: Villa Lynch - Barrio Libertador - San Martín
- Línea 741 (José C. Paz) - Sargento Cabral: José C. Paz - Sol y Verde - San Atilio